# Монтепарано
Монтепарано (італ. Monteparano, сиц. Muntiparanu) — муніципалітет в Італії, у регіоні Апулія,  провінція Таранто.
Монтепарано розташоване на відстані близько 450 км на схід від Рима, 90 км на південний схід від Барі, 16 км на схід від Таранто.
Населення — 2432 особи (2014).
Покровитель — San Gaetano di Thiene.

## Демографія
Населення за роками:

Станом на 1 січня 2023 року в муніципалітеті офіційно проживало 29 іноземців з 11 країн, серед них 16 громадян країн Євросоюзу та 2 громадяни України.

## Сусідні муніципалітети
- Карозіно
- Роккафорцата
- Сан-Джорджо-Йоніко
- Таранто